# Kateřina Chroustovská
Kateřina Chroustovská est une joueuse tchèque de volley-ball née le 4 juillet 1980. Elle mesure 1,75 m et joue passeuse.

## Clubs
| Club             | Pays         | De        | À         |
| ---------------- | ------------ | --------- | --------- |
| Slavia Prague    | Rep. tchèque | 2002-2003 | 2004-2005 |
| PVK Olymp Prague | Rep. tchèque | 2005-2006 | 2007-2008 |
| La Rochette      | France       | 2008-2009 | 2008-2009 |

## Palmarès
- Championnat de République tchèque (1)
  - Vainqueur : 2008

- Coupe de République tchèque
  - Vainqueur : 2007